# Egira musicalis
Egira musicalis là một loài bướm đêm trong họ Noctuidae.